# Kelvin Lindemann
Edward Kelvin Thybo-Lindemann, född den 6 augusti 1911 i Kainsk i Sibirien, död den 8 september 2004, var en dansk författare och journalist.

## Biografi
Lindemann var son till en köpman och kom till Danmark 1916 där han tog studentexamen på Fredriksbergs gymnasium 1928. Han gjorde sig först känd för några mindre skrifter som speglade ungdomens livssyn under 1930-talet.
Under den tyska ockupationen av Danmark under andra världskriget publicerade han ett par historiska romaner med anspelning på den politiska situationen, med jämförelser med danskarnas agerande under kolonisationen i de västindiska öarna. Han blev under de kommande årtiondena en av Danmarks mest produktiva skribenter.
I romanen Den kan vel Frihed bære hämtade han motivet från bornholmsbornas resning mot de svenska ockupanterna år 1658. Denna roman konfiskerades och Lindemann, som varit medlem av det illegala författarrådet, blev politisk flykting i Sverige och Finland 1944–1945. Han fortsatte efter kriget att publicera satiriska och samhällskritiska romaner.
År 1953 gav Lindemann under pseudonymen Alexis Hareng ut romanen En aften i koleraåret, som efter tvetydiga uttalanden av förläggaren blev tillskriven Karen Blixen, innan han tillstod sitt upphov till romanen.

## Priser och utmärkelser
- 1933: H.C. Andersen Mindemedaillen
- 1934: Dramatikertävling, 1:a pris: Unge mennesker
- 1935: Carl Møllers Legat
- 1937: Emma Bærentzens Legat
- 1942: Hasselbalchs romantävling: Huset med det grønne træ (halva 1:a pris)
- 1949: Kollegernes Ærespris för Gyldne kæder
- 1951: Kaptajn H.C. Lundgreens Legat
- 1955: Herman Bangs Mindelegat
- 1969: Johannes Ewalds Legat
- 1983: Kosan-Prisen for Ytringsfrihed
- Livsvarig kunstnerydelse från Statens Kunstfond